# Ізбічно
Ізбічно (пол. Izbiczno) — село в Польщі, у гміні Добжиця Плешевського повіту Великопольського воєводства.
Населення — 235 осіб (2011).
У 1975-1998 роках село належало до Каліського воєводства.

## Демографія
Демографічна структура станом на 31 березня 2011 року:
|          | Загалом | Допрацездатний вік | Працездатний вік | Постпрацездатний вік |
| -------- | ------- | ------------------ | ---------------- | -------------------- |
| Чоловіки | 121     | 36                 | 76               | 9                    |
| Жінки    | 114     | 27                 | 66               | 21                   |
| Разом    | 235     | 63                 | 142              | 30                   |